# Halové mistrovství Evropy v atletice 2021
36. Halové mistrovství Evropy v atletice se konalo v Toruňi ve dnech 4.–7. března 2021. 

## Česká účast
Českou republiku na tomto šampionátu reprezentovalo 23 atletů (16 mužů a 7 žen).

## Medailisté

### Muži
| Soutěž            | Zlato                                                                              | Stříbro                                                           | Bronz                                                                       |
| ----------------- | ---------------------------------------------------------------------------------- | ----------------------------------------------------------------- | --------------------------------------------------------------------------- |
| 60 m              | Marcell Jacobs 6,47                                                                | Kevin Kranz 6,60                                                  | Ján Volko 6,61                                                              |
| 400 m             | Óscar Husillos 46,22                                                               | Tony van Diepen 46,25                                             | Liemarvin Bonevacia 46,30                                                   |
| 800 m             | Patryk Dobek 1:46.81                                                               | Mateusz Borkowski 1:46.90                                         | Jamie Webb 1:46.95                                                          |
| 1500 m            | Jakob Ingebrigtsen 3:37,56                                                         | Marcin Lewandowski 3:38,06                                        | Jesús Gómez 3:38,47                                                         |
| 3000 m            | Jakob Ingebrigtsen 7:48,20                                                         | Isaac Kimeli 7:49,41                                              | Adel Mechaal 7:49,47                                                        |
| 60 m př.          | Wilhem Belocian 7,42                                                               | Andrew Pozzi 7,43                                                 | Paolo Dal Molin 7,56                                                        |
| Štafeta 4 × 400 m | Nizozemsko Jochem Dobber Liemarvin Bonevacia Ramsey Angela Tony van Diepen 3:06.06 | Česko Vít Müller Pavel Maslák Michal Desenský Patrik Šorm 3:06.54 | Spojené království Joe Brier Owen Smith James Williams Lee Thompson 3:06.70 |
| Skok do výšky     | Maxim Nedasekau 2,37                                                               | Gianmarco Tamberi 2,35                                            | Thomas Carmoy 2,26                                                          |
| Skok o tyči       | Armand Duplantis 6,05                                                              | Valentin Lavillenie 5,80                                          | Piotr Lisek 5,80                                                            |
| Skok daleký       | Miltiadis Tentoglou 8,35                                                           | Thobias Montler 8,31                                              | Kristian Pulli 8,24                                                         |
| Trojskok          | Pedro Pichardo 17,30                                                               | Alexis Copello 17,04                                              | Max Hess 17,01                                                              |
| Vrh koulí         | Tomáš Staněk 21,62                                                                 | Michał Haratyk 21,47                                              | Filip Mihaljević 21,31                                                      |
| Sedmiboj          | Kévin Mayer 6392 bodů                                                              | Jorge Ureña 6158 bodů                                             | Pawel Wiesiolek 6133 bodů                                                   |

### Ženy
| Soutěž            | Zlato                                                                        | Stříbro                                                                     | Bronz                                                                                            |
| ----------------- | ---------------------------------------------------------------------------- | --------------------------------------------------------------------------- | ------------------------------------------------------------------------------------------------ |
| 60 m              | Ajla Del Ponteová 7,03                                                       | Lotta Kemppinenová 7,22                                                     | Jamile Samuelová 7,22                                                                            |
| 400 m             | Femke Bolová 50,63                                                           | Justyna Świętyová-Erseticová 51,41                                          | Jodie Williamsová 51,73                                                                          |
| 800 m             | Keely Hodgkinsonová 2:03,88                                                  | Joanna Jóźwik 2:04,00                                                       | Angelika Cichocka 2:04,15                                                                        |
| 1500 m            | Elise Vanderelstová 4.18,44                                                  | Holly Archerová 4:19,91                                                     | Hanna Kleinová 4:20,07                                                                           |
| 3000 m            | Amy-Eloise Markovcová 8:46.43                                                | Alice Finotová 8:46.54                                                      | Verity Ockendenová 8:46.60                                                                       |
| 60 m př.          | Nadine Visserová 7,77                                                        | Cynthia Semberová 7,89                                                      | Tiffany Porterová 7,92                                                                           |
| Štafeta 4 × 400 m | Nizozemsko Lieke Klaver Marit Dopheide Lisanne de Witte Femke Bolová 3:27.15 | Spojené království Zoey Clark Jodie Williams Ama Pipi Jessie Knight 3:28.20 | Polsko Natalia Kaczmarek Małgorzata Hołub-Kowalik Kornelia Lesiewicz Aleksandra Gaworska 3:29.94 |
| Skok do výšky     | Jaroslava Mahučichová 2,00                                                   | Iryna Herashchenko 1,98                                                     | Ella Junnila 1,96                                                                                |
| Skok o tyči       | Angelica Moser 4,75                                                          | Tina Šutej 4,70                                                             | Holly Bradshawová Iryna Zhuk 4,65                                                                |
| Skok daleký       | Maryna Romančuková 6,92                                                      | Malaika Mihambová 6,88                                                      | Khaddi Sagniová 6,75                                                                             |
| Trojskok          | Patrícia Mamonaová 14,53                                                     | Ana Peleteirová 14,52                                                       | Neele Eckhardtová 14,52                                                                          |
| Vrh koulí         | Auriol Dongmoová 19,34                                                       | Fanny Roosová 19,29                                                         | Christina Schwanitzová 19,04                                                                     |
| Pětiboj           | Nafissatou Thiamová 4904 bodů                                                | Noor Vidtsová 4791 bodů                                                     | Xénia Krizsánová 4644 bodů                                                                       |